# Lee Seung-bae
Lee Seung-bae est un boxeur sud-coréen né le 10 mai 1971.

## Carrière
Lors des Jeux olympiques d'été de 1992, il combat dans la catégorie des poids moyens et obtient la médaille de bronze.
Aux Jeux olympiques d'Atlanta en 1996, il est engagé chez les mi-lourds et remporte la médaille d'argent, battu en finale par Vassiliy Jirov. 